# Paul Enrique Franco Zamora
Paul Enrique Franco Zamora (Potosí, Bolivia, 7 de septiembre de 1980) es un abogado y académico boliviano. A partir del 21 de mayo de 2019 asume el cargo de Magistrado del Tribunal Constitucional Plurinacional de Bolivia, electo por el Departamento de Chuquisaca. Desde el 20 de noviembre de 2019 se desempeña como Presidente del Tribunal Constitucional Plurinacional durante tres gestiones (2019 - 2022), siendo reelegido, en este cargo, por la Sala Plena de dicha Entidad.

## Biografía
Paul Enrique Franco Zamora nació en Potosí, en el departamento de Potosí, del Estado Plurinacional de Bolivia. Cursó sus estudios profesionales en la ciudad de Sucre, Capital del Departamento de Chuquisaca, hasta culminar la Licenciatura en Derecho, Ciencias Políticas y Sociales por la Universidad Mayor, Real y Pontificia de San Francisco Xavier de Chuquisaca, obteniendo el Título de Abogado.
Dentro de su formación académica, posee el grado de Doctor en Derecho por la Universidad Mayor, Real y Pontificia de San Francisco Xavier de Chuquisaca, habiendo defendido su Tesis Doctoral con la mención “Summa Cum Laude”.
Es Magíster en Derecho Procesal Constitucional y Derecho Constitucional por la Universidad Andina Simón Bolívar y cuenta con Diplomado en Educación Superior por la Universidad Privada del Valle, Diplomado en Gestión Pública y Control Social y Diplomado en Justicia Penal para Adolescentes con mención en Justicia Restaurativa, ambos por la Escuela de Gestión Pública Plurinacional, así como Diplomado en Derecho Laboral y Procedimiento Laboral por la Universidad de Los Andes.

## Trayectoria
A lo largo de su trayectoria laboral, Franco Zamora desempeñó funciones como Secretario General y Director de Asuntos Jurídicos de la Fiscalía General del Estado, Secretario General de Presidencia de la Corte Suprema de Justicia, Letrado en la Sala Penal del Tribunal Supremo de Justicia y Letrado del Tribunal Constitucional Plurinacional.
En el ámbito pedagógico, ejerció como Coordinador Académico del Área Constitucional, Laboral y Administrativo del Instituto de la Judicatura de Bolivia y fue docente de posgrado en la Universidad Mayor, Real y Pontificia de San Francisco Xavier de Chuquisaca y la Universidad Andina Simón Bolívar.
Participa constantemente de eventos académicos (nacionales e internacionales) en calidad de expositor y conferencista, abordando temas jurídicos para distintas entidades del sector judicial, administrativo, entre otros.

## Magistrado del Tribunal Constitucional Plurinacional
Paul Enrique Franco Zamora, tras un proceso previo de selección de orden meritocrático, participó de las Elecciones de Altas Autoridades del Órgano Judicial y del Tribunal Constitucional Plurinacional, llevadas a cabo el 3 de diciembre de 2017.
Producto del sufragio emitido durante este proceso electoral, fue posesionado como Magistrado Suplente y accedió al cargo de Magistrado Titular del Tribunal Constitucional Plurinacional el 21 de mayo de 2019, conformando la Sala Tercera hasta noviembre de dicha gestión.
Cumpliendo sus labores jurisdiccionales, puede destacarse la Sentencia Constitucional Plurinacional 0032/2019 de 9 de julio, resolución que desarrolla el control difuso de convencionalidad a través de acciones de inconstitucionalidad y de la cual, Franco Zamora, fue Magistrado Relator.

## Presidente del Tribunal Constitucional Plurinacional (2019 - 2023)
El 20 de noviembre de 2019, la Sala Plena del Tribunal Constitucional Plurinacional de Bolivia elige, de forma unánime, al Magistrado Paul Franco como nuevo Presidente de la Institución, por un período de tres años.
Su gestión estuvo caracterizada por la descongestión procesal y uniformidad jurisprudencial, la especialización académica y la publicación científica, la dotación de insumos laborales e ingreso a la era digitalizada, así como la alianza estratégica interinstitucional y la concreción de una justicia transparente; asimismo, su trabajo al frente del Tribunal Constitucional Plurinacional, estuvo marcado por la dotación de nuevas herramientas (informáticas y pedagógicas), enseres logísticos (mobiliario y equipamiento) e instrumentos normativos (técnico-jurídicos y reglamentarios), que surgieron como una necesidad institucional, a consecuencia de la pandemia por Covid-19.
Entre las principales iniciativas asumidas por Franco Zamora, con efectos favorables para la justicia constitucional boliviana, y decisiones con efecto positivo en la población, pueden mencionarse:
- Implementación de la modalidad de teletrabajo, siendo la primera entidad nacional que aprobó su Reglamento a inicios de la pandemia (marzo de 2020).[7]
- Implementación del Buzón Digital Constitucional (abril de 2020).[8]
- Elaboración del Protocolo de Juzgamiento con Perspectiva de Género Interseccional para la Jurisdicción Constitucional (marzo de 2021).[9]
- Proyección de la Resolución de Doctrina Constitucional 001/2021 (junio de 2021).[10]
- Acuerdo Jurisdiccional de Priorización de Sorteo de Causas Vinculadas a la Vulneración de Derechos Fundamentales y Garantías Constitucionales de Niñas, Niños y Adolescentes (julio de 2021).[11]
- Impulso para la elaboración de la publicación Sistematización de la Jurisprudencia Constitucional Relevante (septiembre de 2021).
- Elaboración del Nuevo Código de Ética del Tribunal Constitucional Plurinacional (noviembre de 2021).[12]
- Acuerdo Jurisdiccional de Priorización en el Sorteo de Causas Relativas a Violencia Feminicida (febrero de 2022).[13]
- Gestión para la proyección de la primera Sentencia Constitucional Plurinacional de Avocación 0001/2022 (marzo de 2022).[14]
- Redacción del Proyecto de Ley Orgánica de la Jurisdicción Constitucional” y el “Proyecto de Ley de Modificación a la Ley N° 254 de 5 de julio de 2012 Código Procesal Constitucional” (marzo de 2022).[15]
- Elaboración de la Política Institucional de Género del Tribunal Constitucional Plurinacional (junio de 2022).[16]
- Organización de 46 eventos académicos (nacionales e internacionales) y producción bibliográfica institucional con más de 50 títulos literarios publicados.

En Sala Plena de 17 de noviembre de 2022, tras cumplir su mandato de tres años, Paul Franco es nuevamente elegido como Presidente del Tribunal Constitucional Plurinacional, cargo que se encuentra ejerciendo en la actualidad.

## Publicaciones
Es autor de los siguientes libros:
- Temas Constitucionales de Análisis Contemporáneo (2022).
- Guía de Jurisprudencia Constitucional y Estándares Internacionales con relación a los Principios Rectores de la Convención sobre los Derechos del Niño y del Código Niña, Niño y Adolescente - Herramientas jurisprudenciales y convencionales para la protección integral de los derechos de la niñez (2022).[18]
- Reflexiones Académicas para la Promoción del Diálogo Constitucional (2021).[19]
- La Protección de los Derechos de las Niñas, Niños y Adolescentes en la Justicia Constitucional - Herramientas Normativas y Jurisprudenciales para las Niñas, Niños y Adolescentes (2020).[20]
- Justicia Constitucional en Materia Laboral y Social - Herramientas para Promover la Protección de los Derechos Laborales (2020).[21]
- Justicia Constitucional con Perspectiva de Género - Herramientas para Luchar Contra la Discriminación y la Violencia (2019).
- Introducción al Derecho Disciplinario y Procesal Disciplinario del Ministerio Público (2017).[22]
- Práctica para Impartir Justicia Constitucional (2009).
- Práctica Forense General (2009).[23]
- Modelos de Demandas (2007).[24]

Ha colaborado en la redacción de libros colectivos a través de artículos académico-científicos con temáticas jurídicas, como ser:
- Jurisprudencia Constitucional y Convencional en el Marco de los Principios de Progresividad, Prohibición de Regresividad y Sobre Protección de los Derechos de las y los Adolescentes en el Sistema Penal Boliviano en Jurisprudencia Constitucional Transformadora en Ecuador, Bolivia y Colombia (2022).
- Dilemas Bioéticos presentes en el Derecho Constitucional en Justas objeciones modernas: Visiones jurídicas, filosóficas, constitucionales, penales e informáticas (2022).
- Naturaleza Jurídica de los Servicios Públicos Domiciliarios como Derechos Económicos, Sociales y Culturales: Principales Aportes Doctrinales, Constitucionales y Jurisprudenciales para su Efectiva Materialización en Derechos Económicos, Sociales, Culturales y Ambientales en la Pandemia y Pospandemia (2020).

De igual forma, es autor de numerosos artículos científicos en distintas revistas jurídicas, siendo los más destacados:
- Constitucionalismo de Género: La experiencia boliviana (2023).
- La tutela de derechos y protección de garantías, a partir de la justicia constitucional digitalizada (2022).[25]
- La aplicabilidad boliviana de la tutela constitucional efectiva y su instrumentalización en los procesos constitucionales (2022).[26]
- El Ecologismo Jurídico como respuesta a la crisis climática (2022)[27].
- Principales Estereotipos de Género en los Derechos Humanos (2022).
- Redes Sociales y Derecho Digital: Rumbo a la Democratización del Acceso a Internet y el Ejercicio de la Libertad de Expresión (2022).
- Dimensión teórico-doctrinal y delimitación jurídica de la tutela constitucional efectiva en la impartición de justicia (2021).[28]
- Derechos de las niñas y los niños en la situación pandémica (2021).
- Pilares para la Construcción de una Agenda Jurisdiccional en Género (2021).[29]
- Influencia del Sistema Interamericano de Derechos Humanos en las Sentencias Constitucionales Plurinacionales (2019).[30]

## Premios y reconocimientos
- “Medalla Santo Tomas de Aquino” y “Certificado de Declaratoria de Visita Ilustre”, ambas conferidas por la Universidad de Aquino - Bolivia (UDABOL) de la ciudad de Santa Cruz de la Sierra, Bolivia.[31]